# Triphleba circumflexa
Triphleba circumflexa är en tvåvingeart som beskrevs av Schmitz 1932. Triphleba circumflexa ingår i släktet Triphleba och familjen puckelflugor.
Artens utbredningsområde är Israel. Inga underarter finns listade i Catalogue of Life.